# Maripí
Maripí es un municipio colombiano ubicado en la provincia de Occidente en el departamento de Boyacá. Está situado a 41 km de la ciudad de Chiquinquirá, la capital de la provincia, y a 119 kilómetros de la ciudad de Tunja la capital del departamento. Hasta la década de 1990 su economía era de tipo agropecuario, pero desde entonces, se dio a conocer por el descubrimiento y explotación de yacimientos esmeraldiferos en su territorio.

## Toponimia

### Origen lingüístico[3]
- Familia lingüística: Caribe
- Lengua: Muzo

### Significado
En lengua muzo maripí significa “flor colorada”.

### Origen / Motivación
Maripí era el nombre con el que se conocía el territorio a la llegada de los conquistadores españoles; este hace referencia a una especie de planta de flores de color vivo presente en la región.

## Historia
Antes del arribo de los españoles, existía un asentamiento indígena en la zona donde actualmente se encuentra Maripí, este grupo aborigen pertenecía a los muzos de la familia étnica Caribe, que mantenían un conflicto constante con los muiscas, habitantes del altiplano Cundiboyacence. El territorio fue ocupado a partir de 1559 cuando Luis Lancheros, finalmente logró someter a los nativos después de 20 años de intentos infructuosos. El primer encomendero de esta población fue el conquistador Juan Marmolejo.
Rafael Salgado y José Montero establecieron el municipio en 1770; y en 1776 se fundó como parroquia por decreto del Arzobispo de Santa Fe Agustín de Alvarado y Castillo. El 23 de noviembre de 1784 se eligieron como alcaldes pedáneos (en la época se decía de los gobernantes de pequeñas poblaciones o aldeas) a Juan de Dios Caicedo y Juan Antonio Pradilla. La población de Maripí, se vio involucrada en la Violencia política en la década de 1950, entre los partidos liberal y conservador.
En el periodo comprendido entre 1960 y 1991, se desarrolló la denominada «Guerra de las Esmeraldas», la cual ocurrió a causa de la disputa por la hegemonía en la explotación de esmeraldas en el municipio de Muzo y el sitio Coscuez en San Pablo de Borbur, causando por lo menos 5000 muertes en toda la región. Los pobladores del municipio de Maripí se vieron involucrados a partir de la década de 1980 en este conflicto, resultando en numerosas muertes. 
Con posterioridad al acuerdo de paz en 1991 que puso fin a esta contienda, en el municipio se ha vivido una paz relativa, pero con conflictos latentes entre esmeralderos, la aparición del narcotráfico, el paramilitarismo y la influencia negativa de los llamados «patrones» de las esmeraldas para la población.

## Geografía

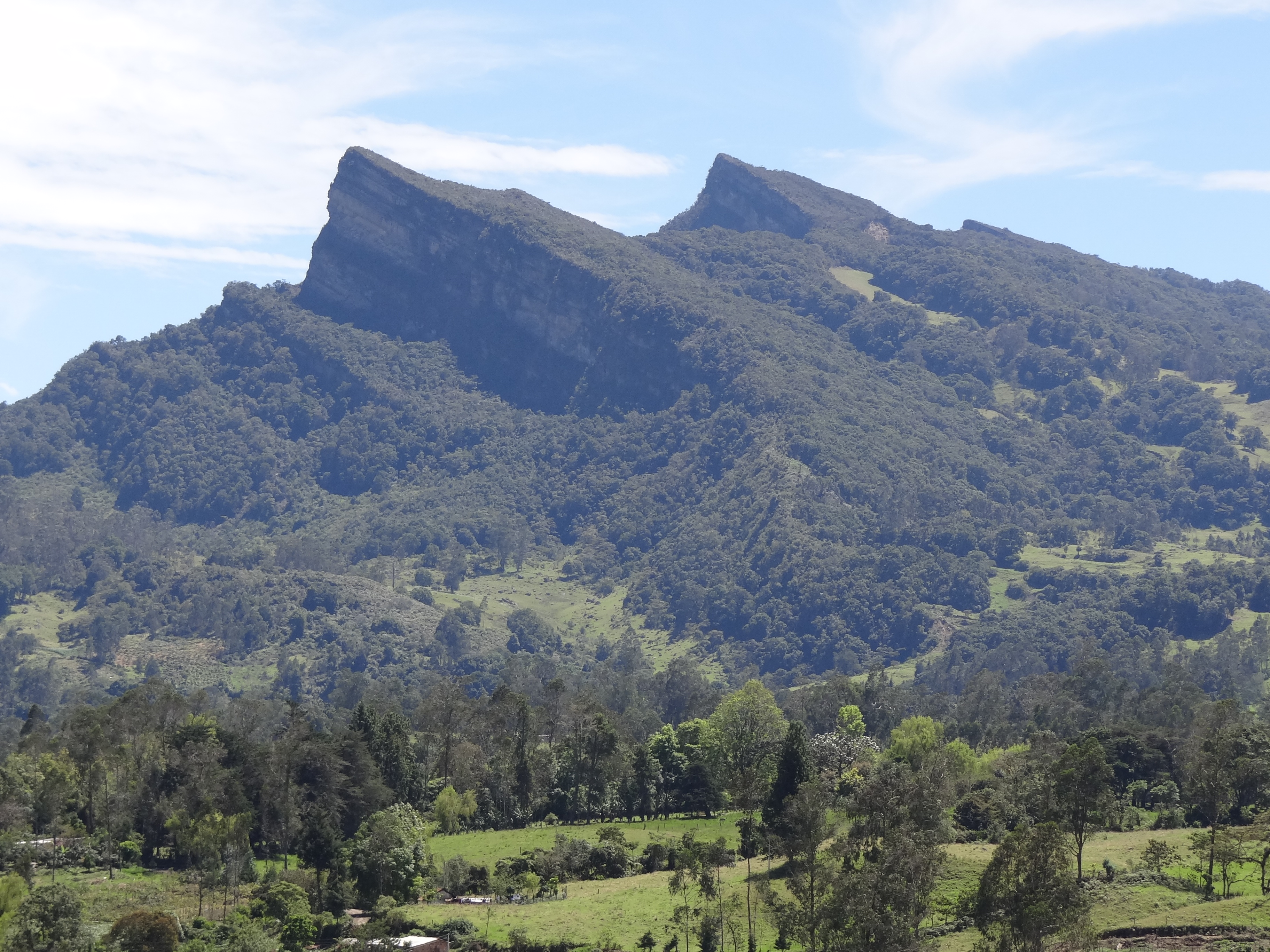
Pico Yanaca en la vereda Sabaneta.

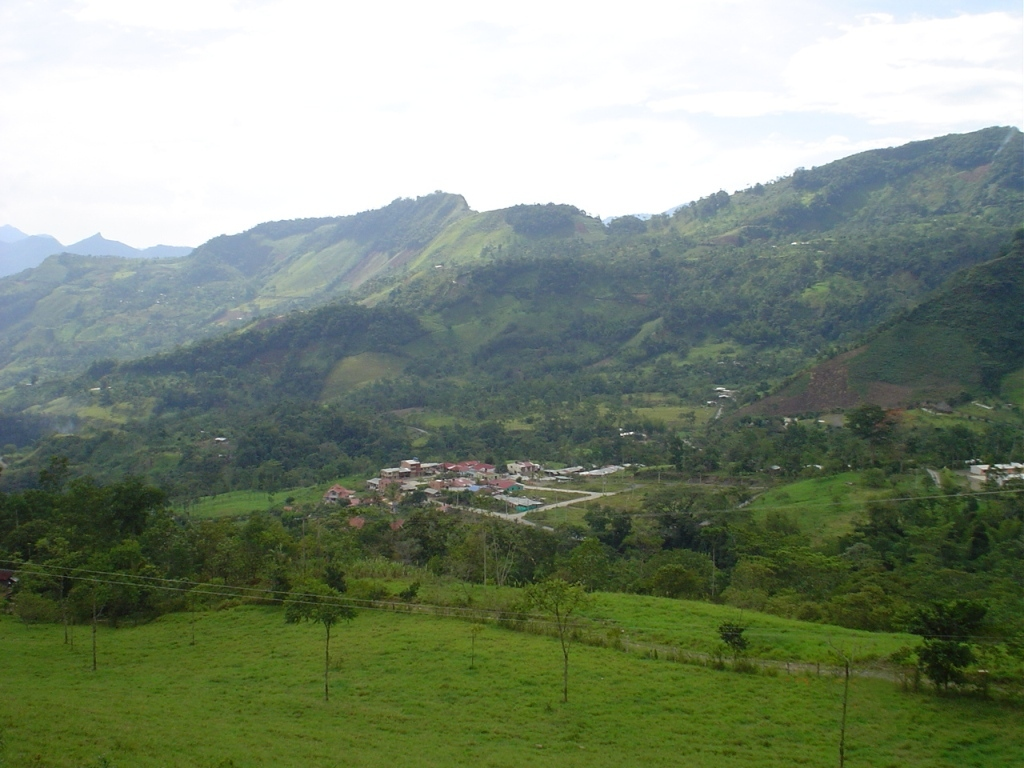
Inspección de Santa Rosa.

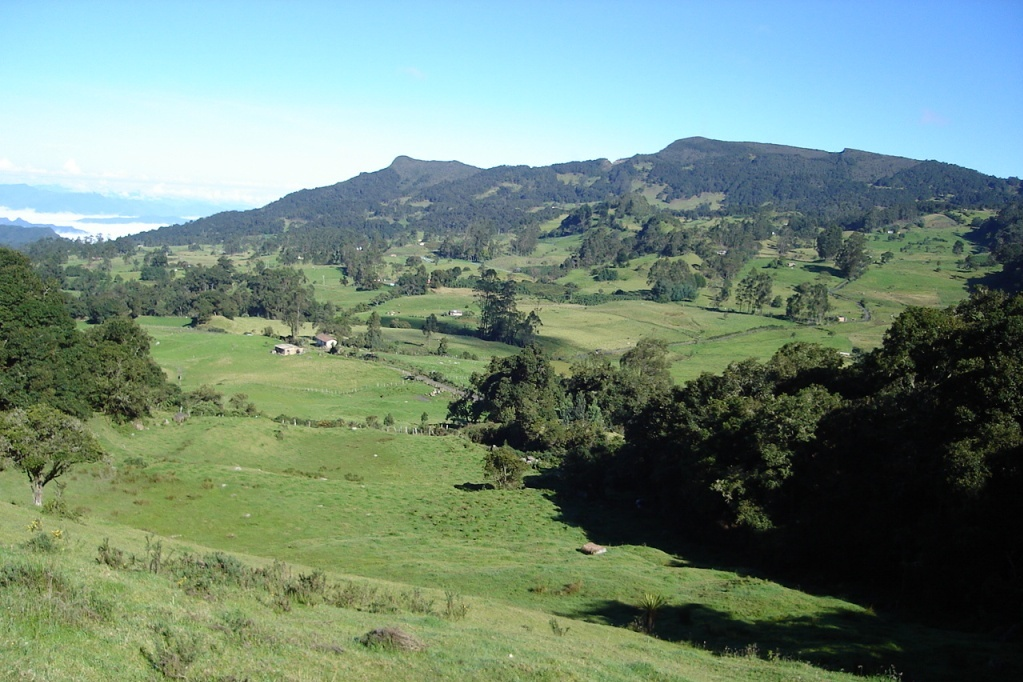
Panorámica de la vereda Sabaneta ingresando al municipio por la vía hacia Simijaca Cundinamarca

El municipio se encuentra ubicado en la ladera oeste de la cordillera Oriental, en su declinación por la cuenca del río Minero hacia el valle del río Magdalena, la topografía del territorio es de tipo quebrado, y lo atraviesan varias fallas geológicas, la altitud sobre el nivel del mar, oscila entre 425 m s. n. m. al extremo occidental del municipio en la vereda Zulia, hasta los 3070msnm en el cerro Yanacá ubicado en la vereda Sabaneta.
Limita por el norte con el municipio de Pauna, al sur con los municipio de Buenavista y Coper, al occidente con San Pablo de Borbur y Muzo, al oriente con el municipio de Caldas.
Al sur del territorio está surcado por el río Cantino que toma el nombre de Guazo, luego de encontrarse con el río Villamizar y el río Minero. Las quebradas que sobresalen son El Salitre, El Ramal, Upane, El Salto, Santarosa, Dos quebradas, La Yanacá y La Piache en límites con Pauna.

### Clima
El clima del municipio es de tipo tropical de montaña, con altitud que oscila entre 425 a 2950 m s. n. m. Este rango de altitud, hace que el territorio posea tres de los cuatro pisos térmicos para este tipo de clima:
- Piso térmico cálido: de los 425 a los 1000 m s. n. m., caracterizado por alta pluviosidad con temperatura superior a los 24 °C, en las veredas de Zulia, Santa Rosa, Guazo y parte de La Carrera y Guayabal.
- Piso térmico templado: comprendido entre los 1000 y 2000 m s. n. m., el cual abarca cerca de la mitad del área municipal, con temperaturas que oscilan entre los 17 y 22 °C. Las precipitaciones son también variables oscilando de 2.000 mm a 2.500 mm anuales. En este rango se ubican las veredas Centro, Palmar, Maripí Viejo, la mayor parte de Guayabal y un sector de La Carrera.
- Piso térmico frío: situado entre los 2000 y 2950 m s. n. m., es la región del bosque andino o bosque de niebla, con una temperatura de 10 a 17 °C, con lluvias de 2000 mm al año. En este sitio se ubica la vereda de Sabaneta y sectores de la vereda Centro y Guayabal.

## División Político-Administrativa
Aparte de su Cabecera municipal. Maripí tiene bajo su jurisdicción los siguientes Centros poblados:
- Guarumal
- Santa Rosa
- Zulia

Además, el municipio está compuesto con las siguientes veredas: Centro, Guayabal, Guazo, La Carrera, Maripí Viejo, Palmar, Sabaneta.

## Servicios públicos
Educación

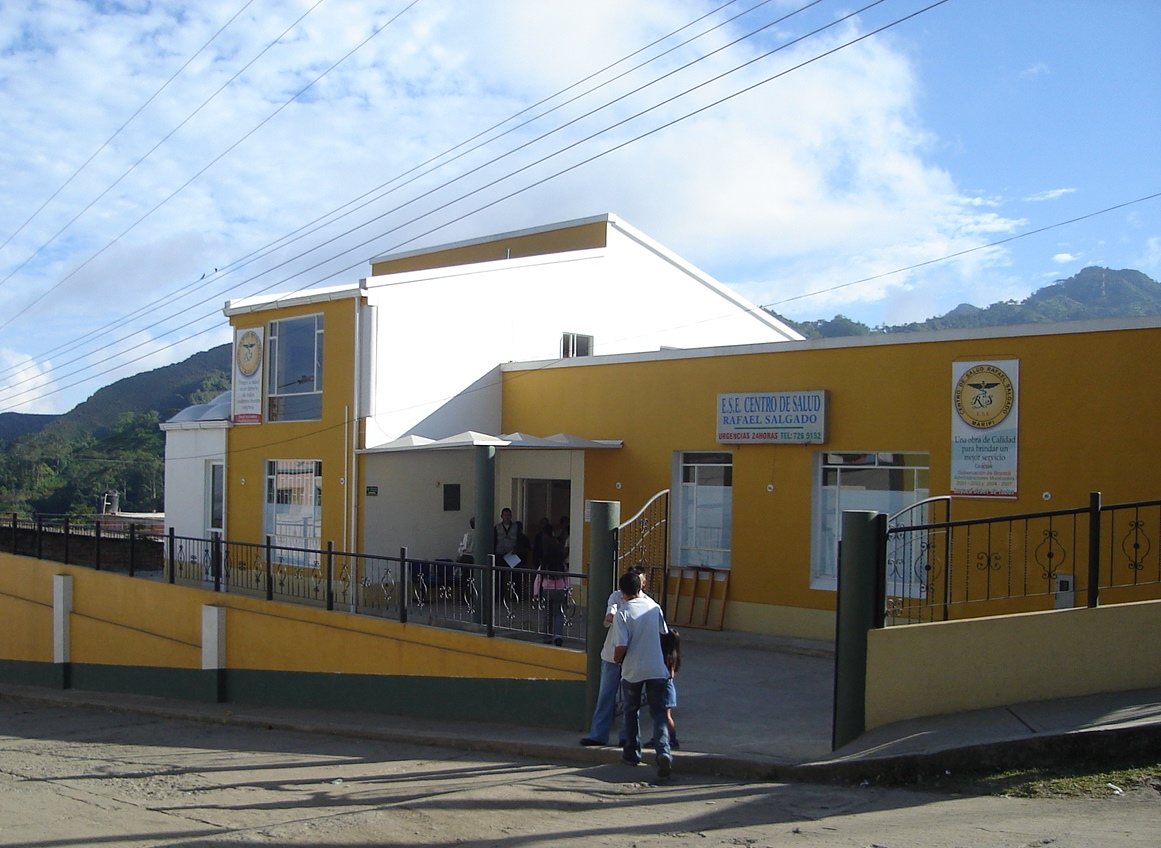
Fachada de la ESE Centro de Salud de Maripí.

Cuenta con 27 centros escolares, de los cuales cinco están en zona urbana y 22 en el área rural. El total de docentes es de 62 tanto para los centros de primaria como para el Colegio Departamental Jorge Eliécer Gaitán.
Salud
La prestación del servicio de salud está a cargo de la Empresa Social del Estado Centro de Salud Rafael Salgado, entidad descentralizada del gobierno municipal, que presta servicios de salud del I nivel de complejidad (atención básica) y promoción y prevención a la población.
Acueducto
La parte urbana del municipio cuenta con un acueducto municipal dotado de planta de tratamiento y algunas veredas cuentan con acueducto propio, pero no poseen plantas de tratamiento.
Energía eléctrica
El 85% de los hogares del municipio cuenta con el servicio de energía eléctrica, pero se presentan constantes fallas en el servicio.
Vías de comunicación
Las vías de comunicación son exclusivamente terrestres, no existiendo transporte aéreo ni fluvial. La vía principal comunica el municipio con la Ciudad de Chiquinquirá a una distancia de 41 km, de los cuales 25 km son de tipo carreteable y 16 km asfaltados. La distancia a la ciudad de Tunja es de 119 km y a Bogotá, la capital del país es de 160 km. También se comunica por vía terrestre con los municipios de Muzo, Coper, Buenavista y Pauna.

## Economía

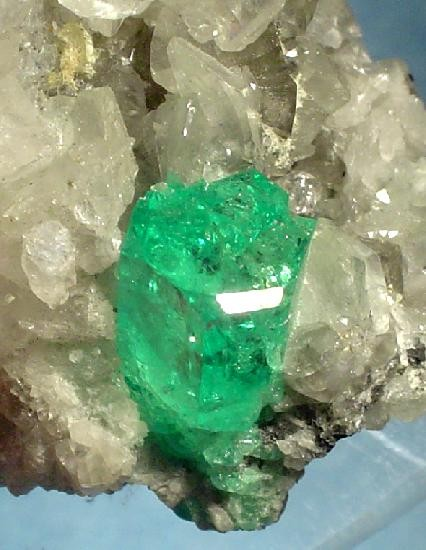
Esmeralda extraída de la mina la Pita.

La economía del municipio se basa en la agricultura, la ganadería, la minería y el comercio. Entre los productos agrícolas del área ubicada en los pisos térmicos templado y cálido, se destaca la caña de azúcar, los cítricos, la yuca, el plátano y el Café; a menor escala se cultiva cacao, maíz, frijol y frutales. En la vereda Sabaneta ubicada en el piso térmico frío, existen cultivos de frutales, papa, maíz, arveja y hortalizas. 
La producción pecuaria está compuesta por la cría de bovinos, porcinos, piscicultura y cría de aves de corral; el ganado bovino es utilizado con doble propósito (carne y leche) en las áreas calientes y templadas, especialmente de raza criolla y cebú; y para la producción de leche en la zona de piso térmico frío, también de raza criolla, holstein y normando. La cría de porcinos y aves no se efectúa a gran escala y solo abastece el consumo local. Las especies de pescado explotadas en el municipio son la mojarra roja y la cachama El sector minero está representado por la extracción artesanal de esmeralda en jurisdicción de las veredas de Zulia, Santa Rosa y La Carrera. La producción industrial del municipio se restringe a la elaboración de panela y miel a partir de la caña de azúcar. El día de mercado es el domingo, donde se comercializan los productos con los de otros municipios.